# Jimmy C. Gerum
Jimmy C. Gerum (* 25. Februar 1964 in Garmisch-Partenkirchen) ist ein deutscher Filmproduzent. Er lebt in Starnberg.
Gerum gründete 1996 mit seinem Freund Hardy Martins die Cascadeur Filmproduktion und produzierte den Kinofilm Cascadeur – Die Jagd nach dem Bernsteinzimmer unter der Regie von Hardy Martins.
2001 produzierte er den Kinofilm So weit die Füße tragen, ebenfalls unter der Regie von Hardy Martins. Mit dem 1998 gegründeten Filmverleih Angel Falls Filmverleih verlieh er beide Eigenproduktionen in den deutschen Kinos. 2011 war er als Herstellungsleiter an der Kinoproduktion Die Wand unter der Regie von Julian Pölsler beteiligt.

## Filmografie
- 1994: Das Handbuch des jungen Giftmischers – Regie: Benjamin Ross – Produktionsassistent
- 1994: Crimetime – Das Auge des Verbrechens – Regie: George Sluizer – Postproduktionsleiter
- 1995: Der Totmacher – Regie: Romuald Karmakar – Produktionsleiter
- 1995: Nach Fünf im Urwald – Regie: Hans-Christian Schmid –  Produktionsleiter
- 1998: Cascadeur – Die Jagd nach dem Bernsteinzimmer – Regie: Hardy Martins – Produzent und Verleiher
- 2001: So weit die Füße tragen  – Regie: Hardy Martins – Produzent und Verleiher
- 2011: Die Wand – Regie: Julian Pölsler – Herstellungsleiter